# John Archer (Schauspieler)

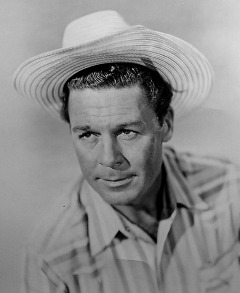
John Archer

John Archer (* 8. Mai 1915 in Osceola, Nebraska als Ralph Bowman; † 3. Dezember 1999 in Redmond, Washington) war ein US-amerikanischer Schauspieler. Zwischen 1938 und den 1980er-Jahren wirkte er an mehr als 140 Film- und Fernsehproduktionen mit.

## Leben und Karriere
Ralph Bowman, der später für seine Schauspielkarriere den Künstlernamen John Archer wählte, wurde in einer Kleinstadt in Nebraska geboren. Im Alter von fünf Jahren zog er mit seiner Familie nach Kalifornien. Er studierte Kinematographie an der University of Southern California, um als Kameramann zu arbeiten. Archer fand jedoch in diesem Beruf kaum Arbeit und musste sich mit Gelegenheitsjobs über Wasser halten. so begann er beim Radio als Programmansager und Hörspielsprecher zu arbeiten. Er spielte ebenfalls in der Theatergruppe von Ben Bard, der als sein Entdecker galt und ihm erste Rollen vermittelte. Seit Ende der 1930er-Jahre trat Archer auch regelmäßig, zunächst noch unter seinem Geburtsnamen, in Hollywood-Filmen auf. Doch seine Rollen blieben zunächst klein. Der Durchbruch gelang ihm schließlich, als er den Schauspielwettbewerb eines Radiosenders gewann und einen Studiovertrag bei RKO Pictures erhielt.
Erste Aufmerksamkeit brachten ihm B-Horrorfilme wie King of Zombies (1941) und Bowery at Midnight (1942, von Wallace Fox) ein. Er wurde zu einem vielbeschäftigten Filmschauspieler, der in größeren Filmen meist auf Nebenrollen beschränkt wurde, während er in B-Movies in Hauptrollen auftrat. Mitte der 1940er-Jahre trat er in mehreren Broadway-Produktionen auf, ehe er wieder zum Film zurückkehrte. 1949 spielte er in Raoul Walshs Gangsterklassiker Sprung in den Tod einen hartnäckigen Polizeikommissar, der den von James Cagney verkörperten Gangster zur Strecke bringen will. Im selben Jahr spielte er mit dem Western Vogelfrei in einem weiteren Film von Walsh, hier stand er als verschlagenes Bandenmitglied allerdings auf der anderen Seite des Gesetzes. 1950 war Archer in der Hauptrolle des Science-Fiction-Filmes Endstation Mond zu sehen, der zwar unter billigen Produktionsumständen entstand, aber heute in seinem Genre Kultstatus besitzt. Weiteren Erfolg feierte er in den 1940er-Jahren durch Radiohörspiele, vor allem durch seine zeitweilige Hauptrolle als Lamont Cranston in der Radiohörspiel-Serie The Shadow um den gleichnamigen Superhelden.
In den 1950er- und 1960er-Jahren übernahm Archer viele Gastrollen im amerikanischen Fernsehen, etwa in Die Leute von der Shiloh Ranch, Bonanza, Lassie und Batman. Der Schauspieler war auch mehrmals am Broadway in New York zu sehen. In Filmen trat der Archer hingegen ab den späten 1950er-Jahren eher selten auf. Er war unter anderem in den Rock-’n’-Roll-Filmen Außer Rand und Band (1956, mit Bill Haley) und Blaues Hawaii (1961, mit Elvis Presley) zu sehen. Ab den 1970er-Jahren stand Archer nur noch sporadisch vor der Kamera, lieh aber noch 1996 einer Figur in dem Videospiel Command & Conquer: Alarmstufe Rot seine Stimme.
John Archer heiratete 1941 die Schauspielkollegin Marjorie Lord, mit der er auch ein Liebespaar im Basil-Rathbone-Krimi Sherlock Holmes in Washington (1943) mimte. Aus der 1955 geschiedenen Ehe gingen drei Kinder hervor, darunter die Schauspielerin Anne Archer. Von 1956 bis zu seinem Tod war er mit Ann Laddy verheiratet, sie hatten drei Kinder. John Archer verstarb 1999 im Alter von 84 Jahren an einer Lungenkrebs-Erkrankung.

## Filmografie (Auswahl)
- 1938: Flaming Frontiers
- 1938: Gold in den Wolken (Overland Stage Raiders)
- 1941: Cheers for Miss Bishop
- 1941: Scattergood Baines
- 1941: Dr. Kildare: Vor Gericht (The People vs. Dr. Kildare)
- 1941: Herr der Zombies – Insel der lebenden Toten (King of the Zombies)
- 1942: Bowery at Midnight
- 1943: Verhängnisvolle Reise (Sherlock Holmes in Washington)
- 1943: Hello, Frisco, Hello (Hello, Frisco)
- 1943: Crash Dive
- 1943: Guadalkanal – die Hölle im Pazifik (Guadalcanal Diary)
- 1944: The Eve of St. Mark
- 1947: Briefe aus dem Jenseits (The Lost Moment)
- 1949: Vogelfrei (Colorado Territory)
- 1949: Sprung in den Tod (White Heat)
- 1950: Endstation Mond (Destination Moon)
- 1950: Juwelenraub um Mitternacht (The Great Jewel Robber)
- 1950: Der Tiger von Texas (High Lonesome)
- 1951: Unsichtbare Gegner (Santa Fe)
- 1951: Der Rächer (Best of the Badmen)
- 1951: Spione, Liebe und die Feuerwehr (My Favorite Spy)
- 1952: Für eine Handvoll Geld (The Big Trees)
- 1953: Ein Lied, ein Kuß, ein Mädel (The Stars Are Singing)
- 1955: Eisenbahndetektiv Matt Clark (Stories of the Century, Fernsehserie, 1 Folge)
- 1956: Außer Rand und Band (Rock Around the Clock)
- 1957: Affair in Reno
- 1957: 10.000 Schlafzimmer (Ten Thousand Bedrooms)
- 1957: Fahrkarte ins Jenseits (Decision at Sundown)
- 1957–1958: Alle lieben Bob (The Bob Cummings Show, Fernsehserie, 4 Folgen)
- 1957/1960: Cheyenne (Fernsehserie, 2 Folgen)
- 1957–1965: Perry Mason (Fernsehserie, 5 Folgen)
- 1959: Stadt in Gefahr (City of Fear)
- 1959: Am Fuß der blauen Berge (Laramie, Fernsehserie, 1 Folge)
- 1959: Dezernat M (M Squad, Fernsehserie, 1 Folge)
- 1960: Abenteuer unter Wasser (Sea Hunt, Fernsehserie, 1 Folge)
- 1961: Maverick (Fernsehserie, 2 Folgen)
- 1961: Twilight Zone (The Twilight Zone, Fernsehserie, 1 Folge)
- 1961: Blaues Hawaii (Blue Hawaii)
- 1961/1962: Surfside 6 (Fernsehserie, 2 Folgen)
- 1961/1962: 77 Sunset Strip (Fernsehserie, 2 Folgen)
- 1961–1968: Lassie (Fernsehserie, 6 Folgen)
- 1962/1963: Hawaiian Eye (Fernsehserie, 2 Folgen)
- 1962–1968: Bonanza (Fernsehserie, 6 Folgen)
- 1964: Aufstand in Arizona (Apache Rifles)
- 1965: Es geschah um 8 Uhr 30 (I Saw What You Did)
- 1966: Die Leute von der Shiloh Ranch (The Virginian, Fernsehserie, 2 Folgen)
- 1966–1967: Batman (Fernsehserie, 2 Folgen)
- 1969: Mannix (Fernsehserie, 1 Folge)
- 1969/1971: Der Chef (Ironside, Fernsehserie, 2 Folgen)
- 1970: The Name of the Game (Fernsehserie, 1 Folge)
- 1971: How to Frame a Figg
- 1973: Columbo: Klatsch kann tödlich sein (Columbo: Requiem for a Falling Star, Fernsehreihe)
- 1974: Bluff am Donnerstag (Thursday’s Game, Fernsehfilm)
- 1977: Reich und Arm (Rich Man, Poor Man, Fernseh-Miniserie)
- 1986: Der Bulle und das Streetgirl (The Little Sister)